# Charles d'Otrante
Charles Louise Fouché d'Otrante, född 21 juni 1877 i Björnlunda församling, Södermanlands län, död 31 maj 1950 i Björnlunda församling, Södermanlands län, var en svensk militär och hovfunktionär.

## Biografi
Charles d'Otrante föddes 1877. Han var son till förste hovstallmästaren Gustave d'Otrante och friherrinnan Therese von Stedingk. d'Otrante blev 1908 tjäntgörande kammarherre hos drottningen och blev 1911 ryttmästare i Livregementet till hästs reserver. Han blev 1929 förste hovstallmästare och chef för kungliga hovstallet.

### Egendom
d'Otrante ägde Elghammar i Södermanland och Ryholm i Västergötland.

### Familj
d'Otrante gifte sig 1906 med grevinnan Madeleine Douglas (född 1886), dotter till riksmarskalken greve Ludvig Douglas och grevinnan Anna Ehrensvärd.